# Финес и Ферб: Покорение 2-го измерения
Финес и Ферб: Покорение второго измерения (англ. Phineas and Ferb The Movie: Across The 2nd Dimension) — мультипликационный фильм по мотивам мультсериала Финес и Ферб. Премьера в США состоялась на Disney Channel 5 августа 2011 года. Мультфильм является четвёртым по счёту оригинальным мультфильмом Канала Дисней. В России премьера состоялась на канале Disney 21 апреля 2012 года.

## Сюжет
Фильм начинается с того, что у Перри юбилей — он пять лет вместе с семьей Флинн-Флетчер, и пять лет работает в секретной организации О.Б.К.A. Майор Монограмм посылает Перри на секретное задание — остановить Фуфелшмертца и его новое детище «Другоеизмерениеинатор». Тем временем Карл даёт Перри новое оружие. А Кэндес пытается стать взрослой, выкидывая все свои детские вещи. И теперь она сама может прижучить братьев! Тем временем Финес и Ферб, случайно попав к Фуфелшмертцу, ломают его изобретение и заново собирают аппарат. Тут появляется Перри, но в присутствии мальчишек он вынужден бездействовать. Так они попадают в другое измерение, где Фуфелшмертц — властелин и хозяин Триштатья. Перри-Уткоборг (робот-утконос), побеждённый и порабощённый Фуфелшмертцем из другого измерения, теперь служит ему и беспрекословно подчиняется. Кстати сказать, Фуфелшмертц из другого измерения гораздо сметливей и прозорливей своего собрата — он раскрывает тайну Перри, которого никто не признаёт за агента без его фирменной шляпы. Финес и Ферб обвиняют Перри в том, что он столько лет скрывал от них правду; разочаровавшись в своём питомце и удивлённые его недоверием, они прогоняют Перри, а затем отправляются посмотреть, как идёт жизнь в Триштатье другого измерения.
Всё оказывается далеко не так радостно, как они представляли. Спасаясь от жестокости тирана Фуфелшмертца, жители вынуждены прятаться в подвалах своих домов, и уж конечно, им не до летних развлечений. Но есть и те, кто готов сопротивляться деспоту: Изабелла со своим спец-отрядом занимается борьбой с преступностью и беззаконием, что царят вокруг, Балжит работает доктором-мыслителем. А лидером сопротивления ко всеобщему удивлению оказывается Кэндес, готовая отдать жизнь за своих братьев.
В конце фильма Фуфелшмертц пытается захватить 1-е измерение своими роботами и Другоеизмерениеинатором. Финес и Ферб из-за ошейника Перри появляются в его убежище, и встречают все свои творения за эти 5 лет. Так, они останавливают Фуфелшмертца, сломав пульт управления роботами. А после всего этого майор Монограмм даёт выбор всем, кто узнал правду о Перри, в том числе и братьям: либо помнить это приключение и потерять Перри, либо всё забыть и продолжить жизнь с утконосом. Все выбирают второе.
В самом конце фильма Перри отправляется в убежище, где смотрит фотографии за это приключение, и на вопрос компьютера «Сохранить?» он отвечает «Да».

## В ролях
| Персонаж                                                   | Оригинальное озвучивание |
| ---------------------------------------------------------- | ------------------------ |
| Финес Флинн/Альтернативный Финес                           | Винсент Мартелла         |
| Ферб Флетчер/Альтернативный Ферб                           | Томас Броди Сэнгстер     |
| Кэндис Гертруда Флинн/Альтернативная Кэндис                | Эшли Тисдейл             |
| Перри Утконос (Агент «Пи»)/Перри Уткоборг                  | Ди Брэдли Бейкер         |
| Доктор Хайнц Фуфелшмертц/Альтернативный доктор Фуфелшмертц | Дэн Повенмайр            |
| Изабелла Гарсиа-Шапиро/Альтернативная Изабелла             | Элисон Стоунер           |
| Бьюфорд Ван Стомм/Альтернативный Бьюфорд                   | Бобби Гейлор             |
| Балжит Тжиндер/Альтернативный Балжит                       | Молик Панчоли            |
| Майор Фрэнсис Монограмм/Альтернативный Майор Монограмм     | Джефф «Свомпи» Марш      |
| Карл                                                       | Тайлер Александр Манн    |
| Джереми Джонсон/Альтернативный Джереми                     | Митчел Муссо             |
| Стэйси Хирано                                              | Келли Ху                 |
| Лоренс Флетчер/Альтернативный Лоренс                       | Ричард О'Браен           |
| Линда Флинн-Флетчер/Альтернативная Линда                   | Кэролайн Ри              |
| Дэнни                                                      | Джэрет Фон Эрих          |
| Ирвинг                                                     | Джек Макбраян            |
| Норм/Альтернативный Норм (Нормобот)                        | Джон Вейнер              |
| Нормоботы                                                  | Кевин Майкл Ридчардсон   |

## Саундтрек
В саундтрек вошли 7 песен из фильма и 22 песни из серий. Саундтрек был выпущен под названием Phineas and Ferb: Across the 1st & 2nd Dimensions (с англ. — «Финес и Ферб: Покорение первого и второго измерений») летом 2011 года.
| №                   | Название                                | Исполнитель                              | Длительность |
| ------------------- | --------------------------------------- | ---------------------------------------- | ------------ |
| 1.                  | «Everything's Better With Perry»        | Робби Викофф                             | 1:46         |
| 2.                  | «Perfect Day»                           | Дэнни Джейкоб                            | 1:14         |
| 3.                  | «Hey Ferb»                              | Винсент Мартелла                         | 1:27         |
| 4.                  | «Brand New Best Friend»                 | Дэн Повенмайр                            | 2:18         |
| 5.                  | «You're Goin' Down»                     | Эшли Тисдейл, Элисон Стоунер и Келли Ху  | 1:12         |
| 6.                  | «Whatcha Doin'»                         | Элисон Стоунер                           | 1:18         |
| 7.                  | «Summer (Where Do We Begin?)»           | Винсент Мартелла и Дэнни Джейкоб         | 2:43         |
| 8.                  | «Perry the Platypus (Extended Version)» | Рэнди Креншоу                            | 2:53         |
| 9.                  | «Takin' Care of Things»                 | Дэн Повенмайр и Дэнни Джейкоб            | 0:57         |
| 10.                 | «Not Knowin' Where You're Going»        | Джефф Марш                               | 1:29         |
| 11.                 | «Brand New Reality»                     | Дэнни Джейкоб                            | 1:27         |
| 12.                 | «There's a Platypus Controlling Me»     | Дэн Повенмайр                            | 1:19         |
| 13.                 | «Mysterious Force»                      | Эшли Тисдейл                             | 1:33         |
| 14.                 | «My Ride From Outer Space»              | Дэнни Джейкоб                            | 1:34         |
| 15.                 | «Come Home Perry»                       | Главные роли                             | 2:02         |
| 16.                 | «Back in Gimmelshtump»                  | Дэн Повенмайр                            | 1:14         |
| 17.                 | «When You Levitate»                     | Кармен Картер                            | 1:00         |
| 18.                 | «You're Not Ferb»                       | Дэнни Джейкоб                            | 1:03         |
| 19.                 | «Robot Riot»                            | Джерет Рэддик, Карлос Азарски и Стив Зан | 3:17         |
| 20.                 | «Rollercoaster»                         | Винсент Мартелла                         | 2:18         |
| 21.                 | «Carpe Diem»                            | Все персонажи                            | 1:50         |
| 22.                 | «Kick It Up a Notch (с участием Slash)» | Винсент Мартелла, Дэн Повенмайр и Slash  | 4:05         |
| Общая длительность: | Общая длительность:                     | Общая длительность:                      | 39:52        |

Wal-Mart продает версию саундтрека с десятью дополнительными песнями.
| №   | Название                | Исполнитель                | Длительность |
| --- | ----------------------- | -------------------------- | ------------ |
| 23. | «A-G-L-E-T»             | Винсент Мартелла           |              |
| 24. | «Happy Evil Love Song»  | Дэн Повенмайр и Шина Истон |              |
| 25. | «Not So Bad a Dad»      | Оливия Олсон               |              |
| 26. | «When Will He Call Me?» | Шина Истон                 |              |
| 27. | «Spa Day»               | Дэнни Джейкоб              |              |
| 28. | «Candace Party»         | Эшли Тисдейл               |              |
| 29. | «Gimme a Grade»         | Маулик Панчоли             |              |
| 30. | «X-Ray Eyes»            | Дэн Повенмайр              |              |
| 31. | «Hemoglobin Highway»    | Дэнни Джейкоб              |              |
| 32. | «Watchin' and Waitin'»  | Винсент Мартелла           |              |

## Видеоигры
Игрокам предстоит совершить увлекательное путешествие через новые измерения и сыграть за любимых персонажей — Финеса, Ферба и Агента Пи.
В адаптации видео игры игроки могут играть Финесом, Фербом, или их альтернативными версиями. Персонажи используют устройства, чтобы победить врагов. В игре присутствуют сцены из фильма.
Игра была выпущена 2 августа 2011 года на PlayStation 3, Wii, Nintendo DS, PSP . В России игра вышла в ноябре 2011, раньше, чем сам фильм.

## DVD
Фильм был показан на широком экране и был выпущен на DVD 23 августа 2011 года. В дополнительных материалах DVD присутствуют 8 удалённых сцен, интерактивные меню, «Музыкальный-автомат-инатор доктора Фуфелшмертца» и эпизод «Нападение 50-футовой сестры» с комментариями от создателей.
В России выход DVD состоялся 6 марта 2012 года.